# Тонконіг гранітний
Тонконіг гранітний (Poa granitica) — вид однодольних рослин родини злакових (Poaceae).

## Опис
Багаторічна трав'яниста рослина від темно- до коричнево-зеленого кольору, 20–50(70) см. Росте нещільними пучками. Стебла товсті, облистнені до волоті, прямі, гладкі. Листки: стеблові плоскі або жолобчасті, шириною 3–5 мм, жилки білуваті, край злегка шорсткий; язички 2–5 мм завдовжки. Волоть яйцюватої форми, довжиною 5–12 см, гілочки тонкі, гладкі. Колосочки великі, 2–5(7)-квіткові, темно-фіолетові або зеленувато-бурі, 5–9.5 мм завдовжки, блискучі, строкаті (жовто-коричнево-фіолетові), рідше — іржаво-зелені, зібрані на кінцях довгих тонких гілочок. Нижні квіткові луски без помітних проміжних жилок, зі слабко вираженим кілем, 4–5 мм завдовжки; остюки 2–2.5 мм завдовжки. Плід — зерно. Період цвітіння: червень і серпень.

## Поширення
Цей вид — ендемік Карпат (Словаччина, Польща, Румунія, Україна).
В Україні вид росте на скелях та кам'янистих розсипах, на гірських луках в альпійському та субальпійському поясах — у Карпатах, зрідка

## Охорона
Стан більшості природних популяцій виду в межах ареалу залишається більш-менш стабільним. Саме тому він, згідно Червоного списку МСОП, отримав охоронний статус «відносно благополучний вид». Але в окремих регіонах спостерігається тенденція до зниження чисельності популяції виду, що потребує запровадження охоронних заходів. Тому, тонконіг гранітний занесений до Резолюції 6 Бернської конвенції (охоронна категорія: вид потребує спеціальних заходів збереження його оселищ).